# Gösta Ekman (psykolog)

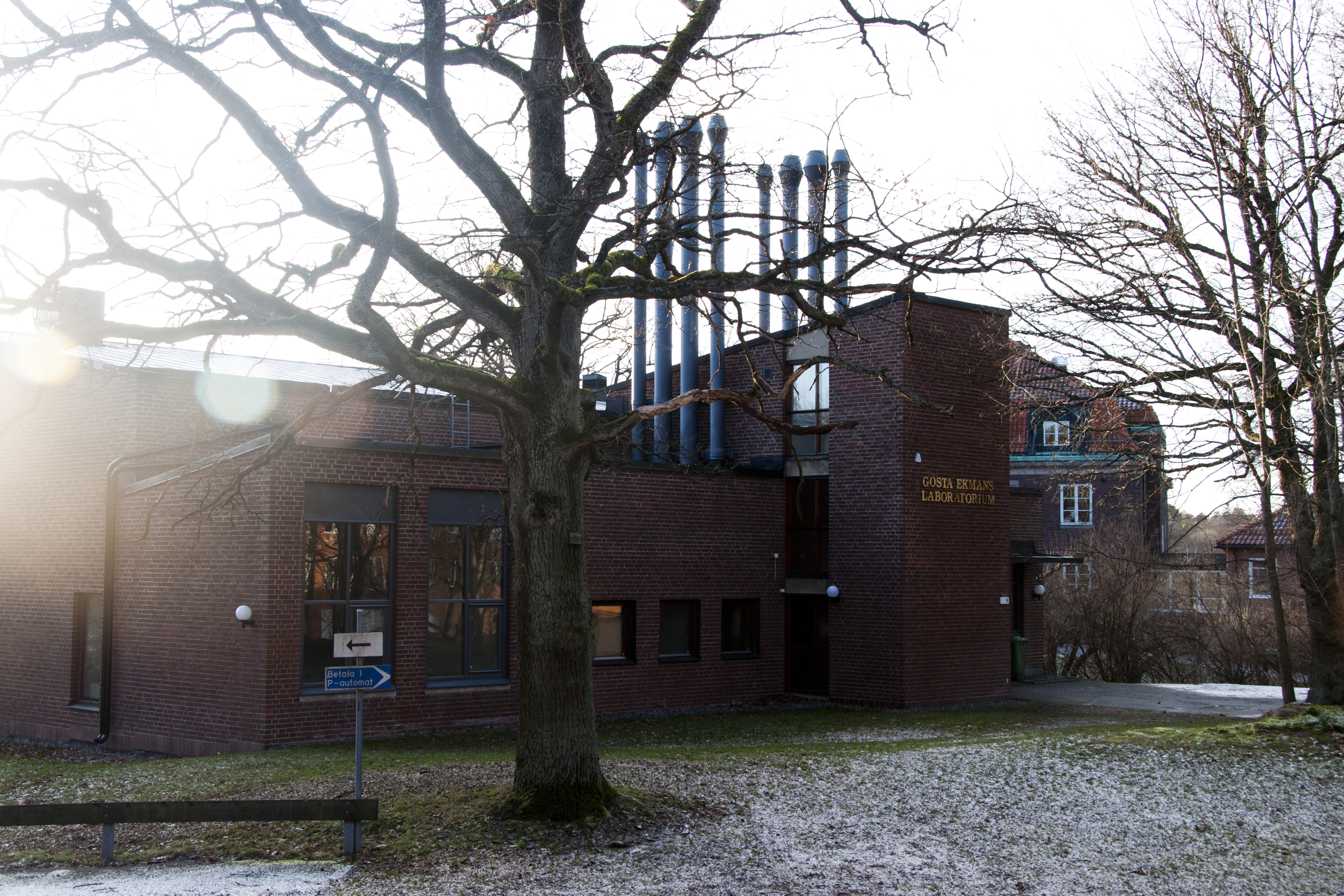
Gösta Ekmans laboratorium

Axel Gösta Ekman, född 3 juni 1920 i Lund, Malmöhus län, död 5 maj 1971 i Stocksund, Danderyds församling, Stockholms län, var en svensk psykologisk forskare och professor.
Ekman blev filosofie licentiat 1945 och 1947  docent i pedagogik vid Stockholms högskola och promoverades 1948 till filosofie doktor.
Från 1952 till 1967 var han professor i psykologi vid Stockholms universitet för att därefter inneha en personlig professur i psykofysik och skalmetodik vid Statens råd för samhällsforskning.
Gösta Ekmans Laboratorium för sensorisk forskning, vid Stockholms universitet, är uppkallat efter honom.